# (1891) Gondola
(1891) Gondola – planetoida z pasa głównego asteroid okrążająca Słońce w ciągu 4 lat i 166 dni w średniej odległości 2,71 j.a. Została odkryta 11 września 1969 roku w Observatorium Zimmerwald w Szwajcarii przez Paula Wilda. Nazwa planetoidy pochodzi od łodzi wiosłowej gondoli. Przed nadaniem nazwy planetoida nosiła oznaczenie tymczasowe (1891) 1969 RA.